# Robert Hopkin

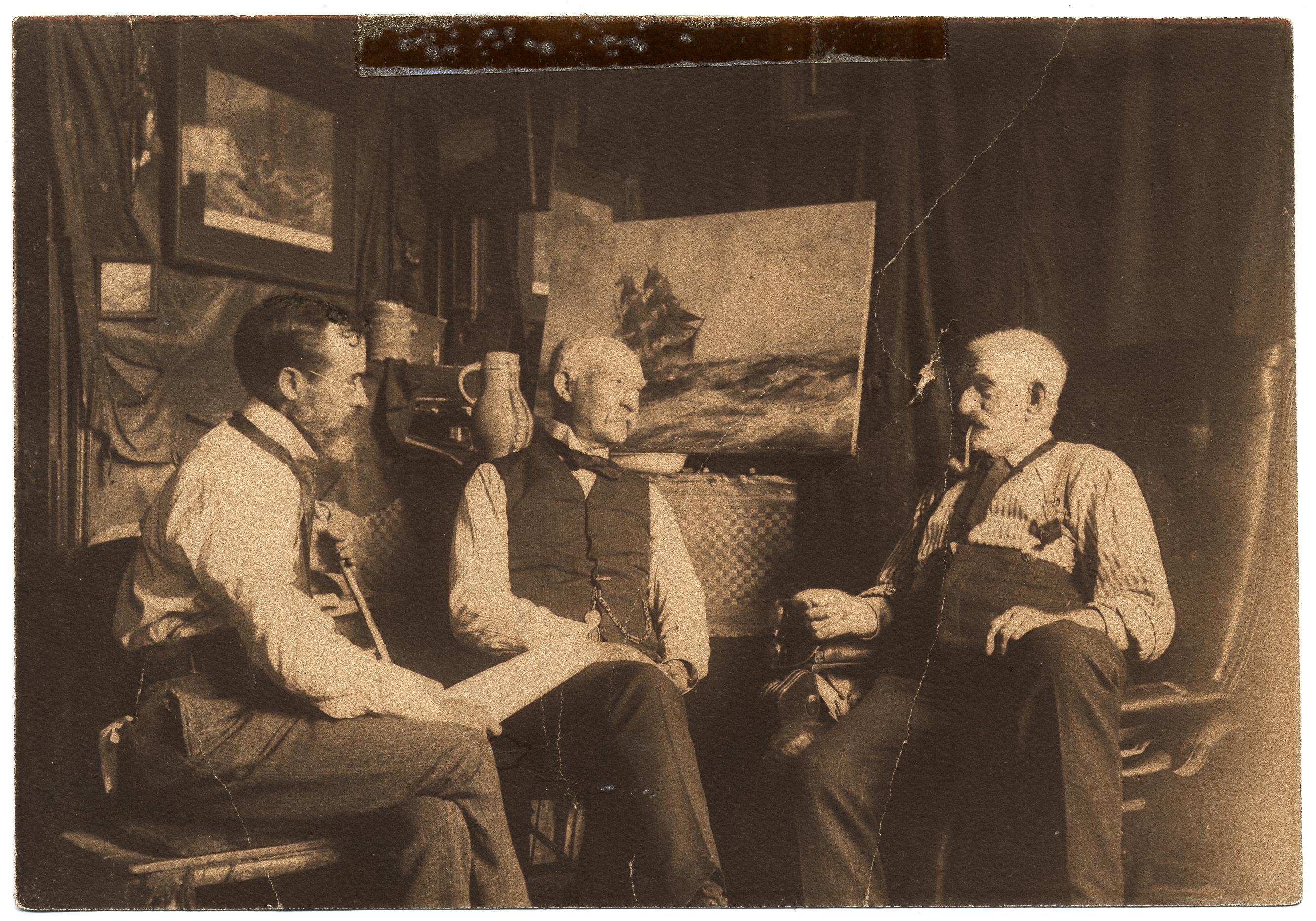
Robert Hopkin sitzt rechts und raucht eine Pfeife (Unbekannter Fotograf, ca. 1900).

Robert Hopkin (* 21. September 1832 in Glasgow, Schottland; † 21. März 1909 in Detroit, Michigan) war ein schottisch-amerikanischer Marinemaler und Bühnenbildner.

## Leben
Robert Hopkin wurde in Glasgow geboren und erhielt dort seine erste künstlerische Ausbildung. 1843 wanderte er mit seiner Familie in die Vereinigten Staaten aus und ließ sich in Detroit nieder. Hopkin begann früh, sich auf maritime Motive zu spezialisieren, und machte sich schnell einen Namen als Maler von Schiffs- und Hafenansichten. Neben seiner Tätigkeit als Maler arbeitete er auch als Bühnenbildner am Detroit Opera House und gestaltete Dekorationen für zahlreiche Theaterproduktionen. Er war Mitglied mehrerer Künstlervereinigungen und spielte eine bedeutende Rolle im kulturellen Leben von Detroit im späten 19. Jahrhundert.

## Werk

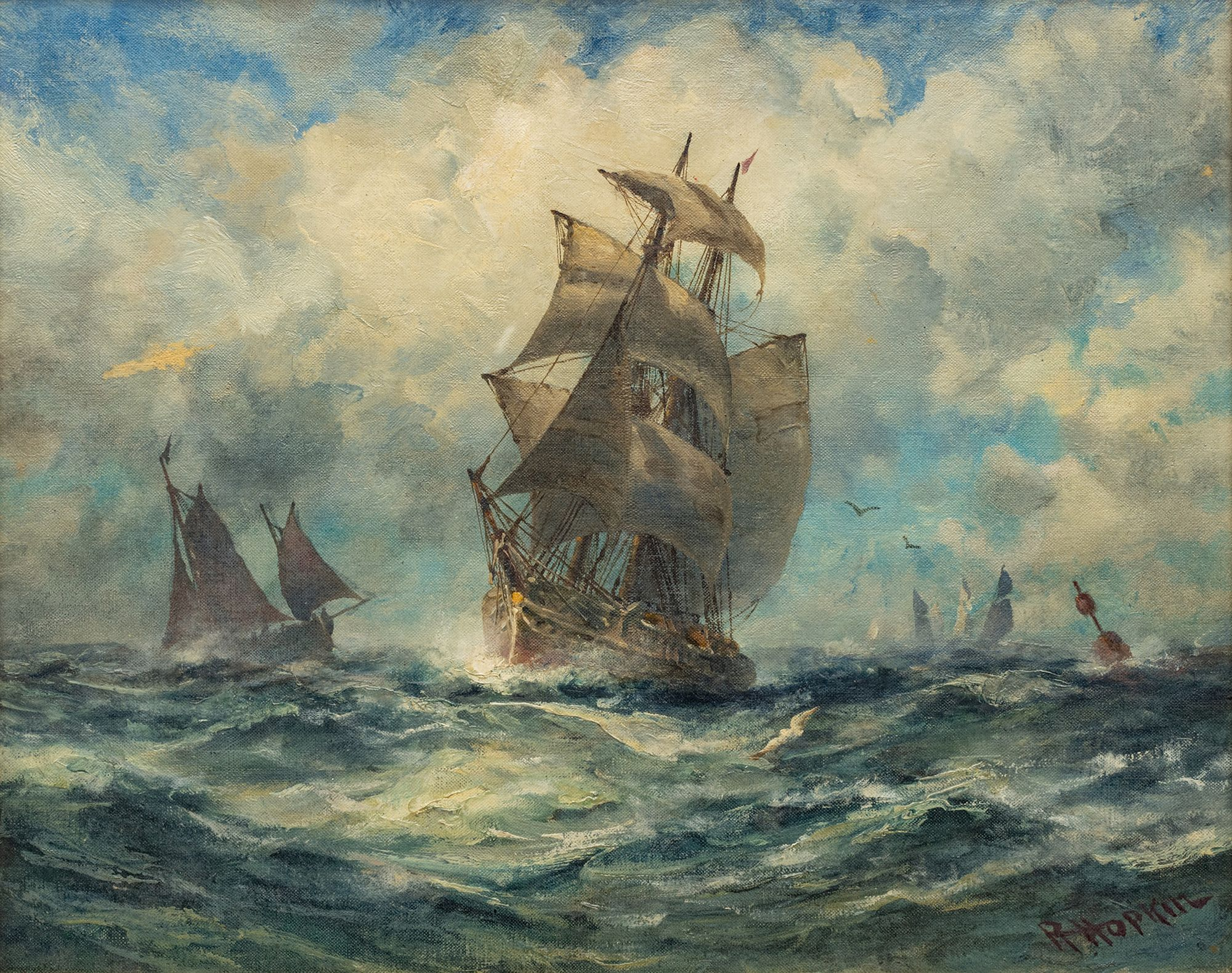
Robert Hopkin: Sailing Vessel in Choppy Seas (Segelschiff in rauer See)

Robert Hopkin ist vor allem für seine detailreichen Darstellungen von Segelschiffen, Dampfern und Hafenszenen bekannt. Seine Gemälde zeichnen sich durch eine präzise Wiedergabe nautischer Details und eine atmosphärische Lichtführung aus. Neben Ölgemälden schuf er Aquarelle, Illustrationen und großformatige Theaterkulissen. Hopkin gilt als einer der bedeutendsten Marinemaler des Mittleren Westens seiner Zeit.